# Pseudoculobrium
Pseudoculobrium is een kevergeslacht uit de familie van de boktorren (Cerambycidae). De wetenschappelijke naam van het geslacht werd voor het eerst geldig gepubliceerd in 2010 door Adlbauer.

## Soorten
Pseudoculobrium is monotypisch en omvat slechts de volgende soort:
- Pseudoculobrium hirsutum Adlbauer, 2010